# رون (بخش)
شهرستان رون (بخش) (به فرانسوی: Rhône (department)) در ناحیه رون-آلپ در کشور فرانسه واقع شده‌است.